# Karl Anton August av Holstein-Beck
Karl Anton August av Holstein-Beck, född 10 augusti 1727, död 12 september 1759 av skador han ådragit sig i slaget vid Kunersdorf, son till hertig Peter August av Holstein-Beck.  1754 gifte han sig med den italienska grevinnan Friederike Pucci di Pitigliano (1738-1785), ,  en ättling till den svenske adelsmannen Gabriel Bengtsson Oxenstierna; deras son Fredrik Karl Ludvig efterträdde sin farfar som hertig. Han var farfarsfar till Kristian IX av Danmark.